# Чемпионат Азии по футболу среди молодёжных команд 1982
Молодежный чемпионат АФК 1982 года проходил с 18 по 22 декабря 1982 года в Бангкоке, Таиланд.

## Отборочный турнир

### Квалифицированные команды
- Китай
- Ирак
- Республика Корея
- ОАЭ

 Республика Корея занял место  КНДР, которые были дисквалифицированы после того, как АФК назначила северокорейской футбольной ассоциации двухлетнюю дисквалификацию за нападение на официальных лиц матча после финального свистка своей команды. Полуфинал Азиатских игр.

## Итоговое положение
| Команда          | Очки | И | В | Н | П | МЗ | МП | РМ |
| ---------------- | ---- | - | - | - | - | -- | -- | -- |
| Республика Корея | 5    | 3 | 2 | 1 | 0 | 7  | 2  | +5 |
| Китай            | 4    | 3 | 1 | 2 | 0 | 4  | 3  | +1 |
| Ирак             | 2    | 3 | 1 | 0 | 2 | 4  | 5  | −1 |
| ОАЭ              | 1    | 3 | 0 | 1 | 2 | 2  | 7  | −5 |

### Матчи и результаты
| Китай | 2:1 | Ирак |
| ----- | --- | ---- |
|       |     | Hadi |

| ОАЭ | 0:4 | Республика Корея |
| --- | --- | ---------------- |
|     |     |                  |

| Ирак          | 2:1 | ОАЭ |
| ------------- | --- | --- |
| Radhi · Hamad |     |     |

| Республика Корея | 1:1 | Китай |
| ---------------- | --- | ----- |
|                  |     |       |

| Республика Корея | 2:1 | Ирак  |
| ---------------- | --- | ----- |
|                  |     | Hamid |

| Китай | 1:1 | ОАЭ |
| ----- | --- | --- |
|       |     |     |

## Победители
| Победители молодежного чемпионата АФК 1982 года |
| Республика Корея шестой титул                   |

## Квалифицирован дляМолодежный чемпионат мира по футболу 1983 года
- Республика Корея
- Китай

## Внешние ссылки
- RSSSF